# Johann Endfelder
Johann Endfelder (auch Entfelder; * 1791 in Schwaz; † 9. April 1862) war ein österreichischer Maler.

## Leben
Johann Endfelder erlernte die Malerei zusammen mit Josef Arnold dem Älteren in der Mal- und Zeichenschule von Eberhard Zobel im Stift Fiecht. Er war ein vielbeschäftigter Maler und schuf zahlreiche Fresken für Tiroler Kirchen, die stilistisch am Übergang vom Rokoko zum Klassizismus stehen. Einer seiner Schüler war Johann Ertl.

## Werke

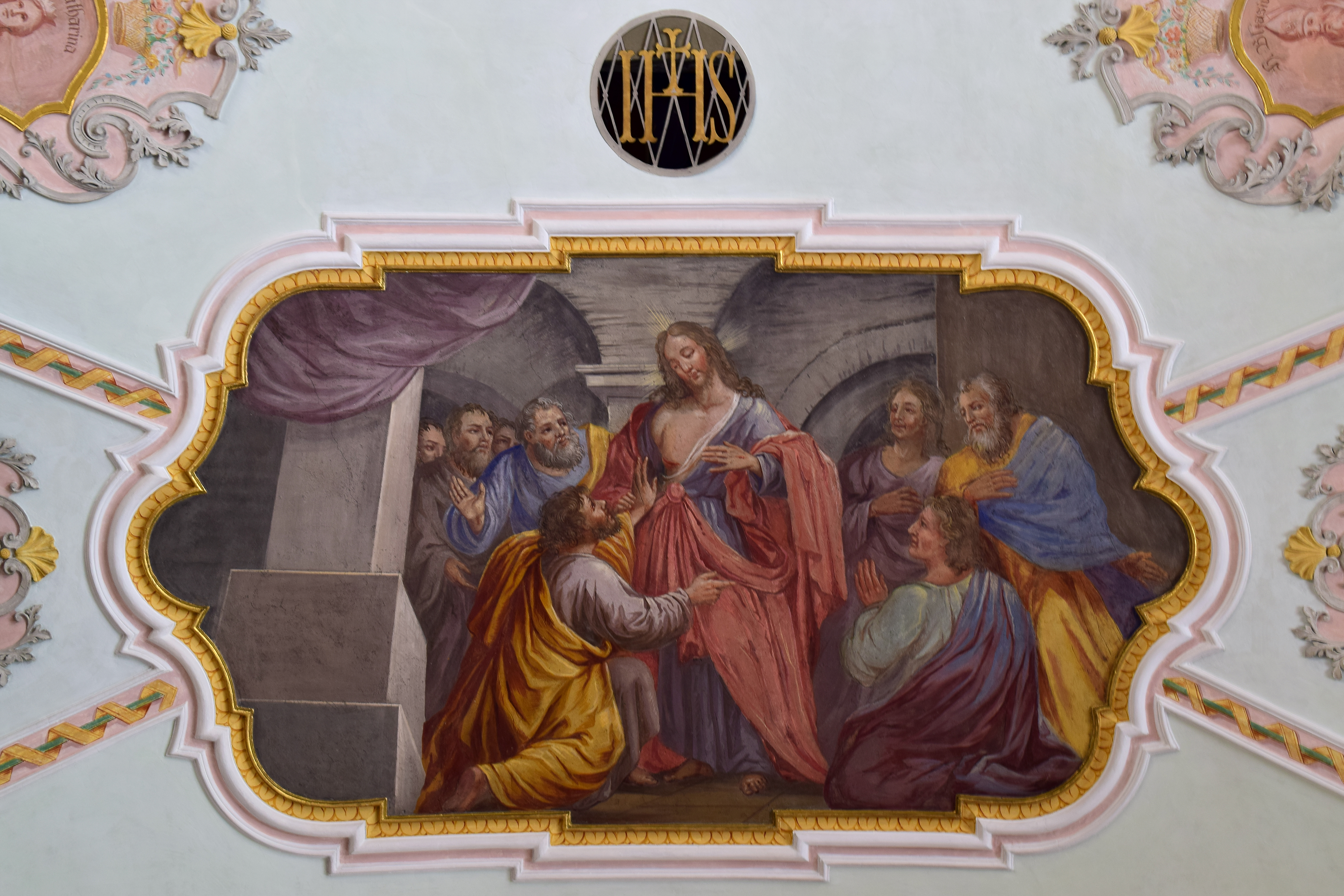
Deckenfresko Der ungläubige Thomas, Pfarrkirche Lanersbach (um 1830)

- Deckenfresken, Pfarrkirche Niederndorf, 1820 (Übermalung der Fresken von Josef Adam Mölk, 1949 entfernt)[1]
- Fresken, Pfarrkirche Aurach bei Kitzbühel, 1824[2]
- Deckenfresken, Pfarrkirche St. Margarethen, Buch in Tirol, 1824[3]
- Deckenfresken, Pfarrkirche Lanersbach, um 1830[4]
- Deckenmalerei, Totenkapelle Thaur, 1838[5]
- Deckenfresken, Neue Pfarrkirche Sautens, 1843[6]
- Deckenfresken, Pfarrkirche Achenkirch, 1844[7]
- Deckengemälde, Pfarrkirche St. Jakob in Haus, 1844[8]
- Chrofresko Kreuzerhöhung, Pfarrkirche Aschau im Zillertal, 1850[9]
- Deckenmalerei, Kalvarienbergkapelle Steinach am Brenner (zugeschrieben)[10]